# Route nationale 1 (Estonie)
Pour les articles homonymes, voir Route nationale 1.
La route nationale 1 (en estonien : Põhimaantee 1) ou  route Tallinn–Narva (en estonien : Tallinna–Narva maantee) est une route nationale estonienne reliant Tallinn à Narva. Elle mesure 212,3 km,,. 
Elle fait partie de la route européenne 20.

## Présentation
La route part de la place Viru au centre-ville de Tallinn. 
La route continue à Tallinn sur 10,4 km par les rues Narva mnt, Pronksi tänav, Tartu mnt, Peterburi tee jusqu'à la rivière Pirita, où elle traverse la frontière de Tallinn. 
La route Tallinn-Narva longe la côte nord de l'Estonie. 
Dans ses derniers 3,5 km, la route emprunte les rues de la ville de Narva : Tallinna maantee, Peetri plats, Peterburi maantee. 
L'autoroute se termine au pont de Sõpru, à la frontière entre l'Estonie et la Russie.
La route traverse trois comtés : le comté de Harju (ville de Tallinn, ville de Maardu, commune de Jõelähtme, commune de Kuusalu), le comté de Viru occidental (commune de Haljala, commune de Rakvere, commune de Viru-Nigula) et le comté de Viru oriental (commune de Lüganuse, commune de Toila, ville de Narva-Jõesuu, ville de Narva).

## Tracé

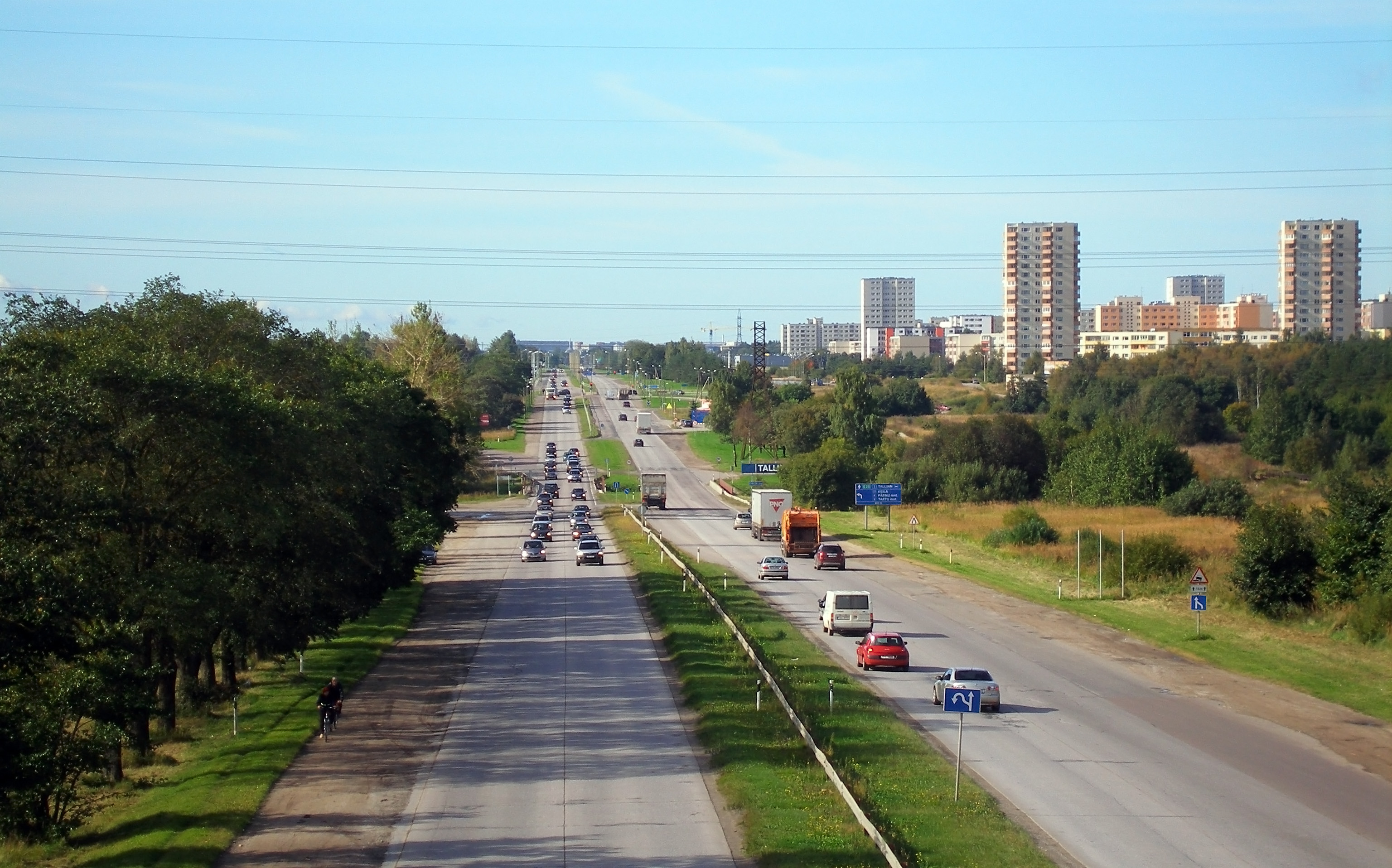
La route nationale1 a Iru.

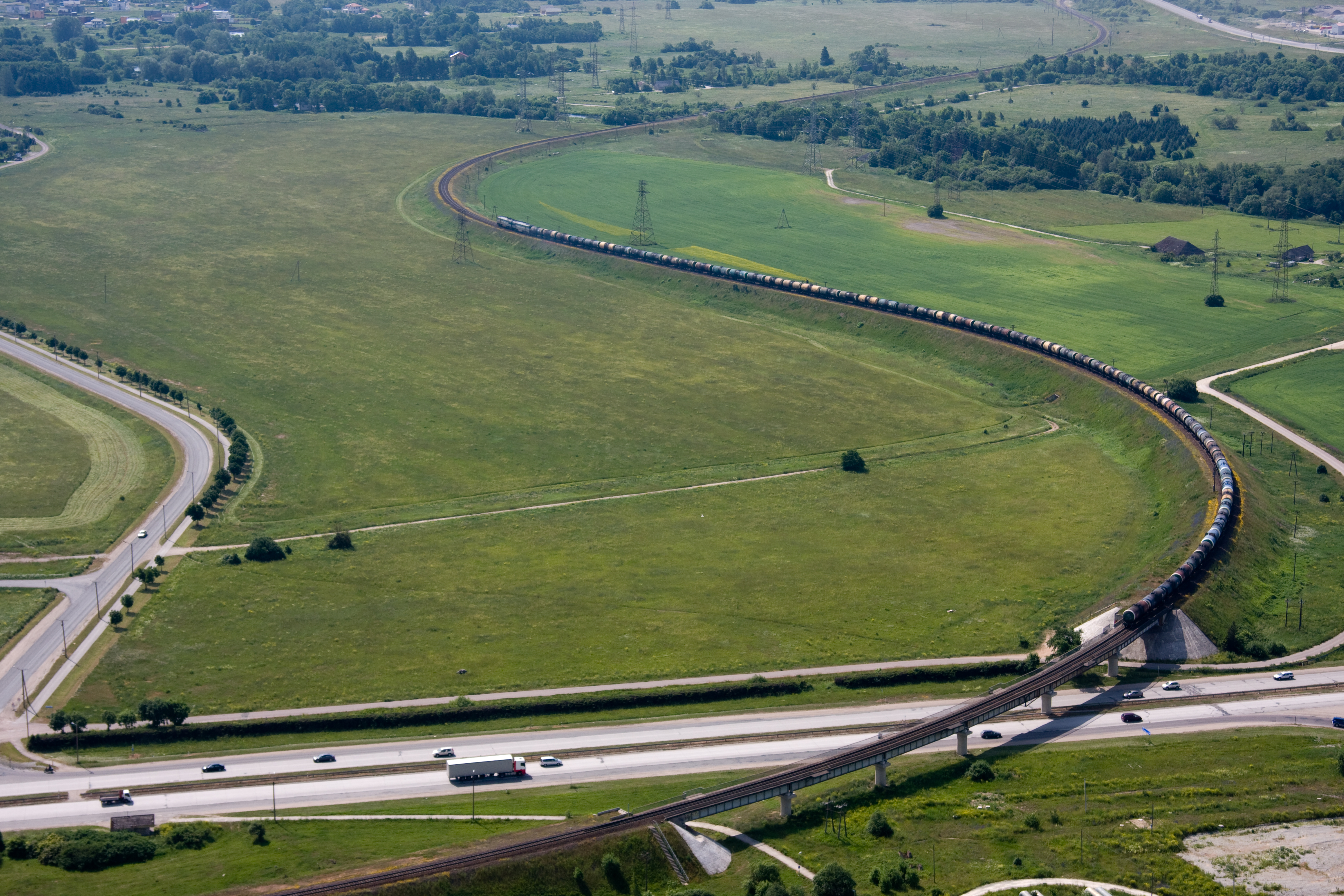
La ligne de Tallinn à Narva enjambe la route nationale 1 à Jõelähtme.

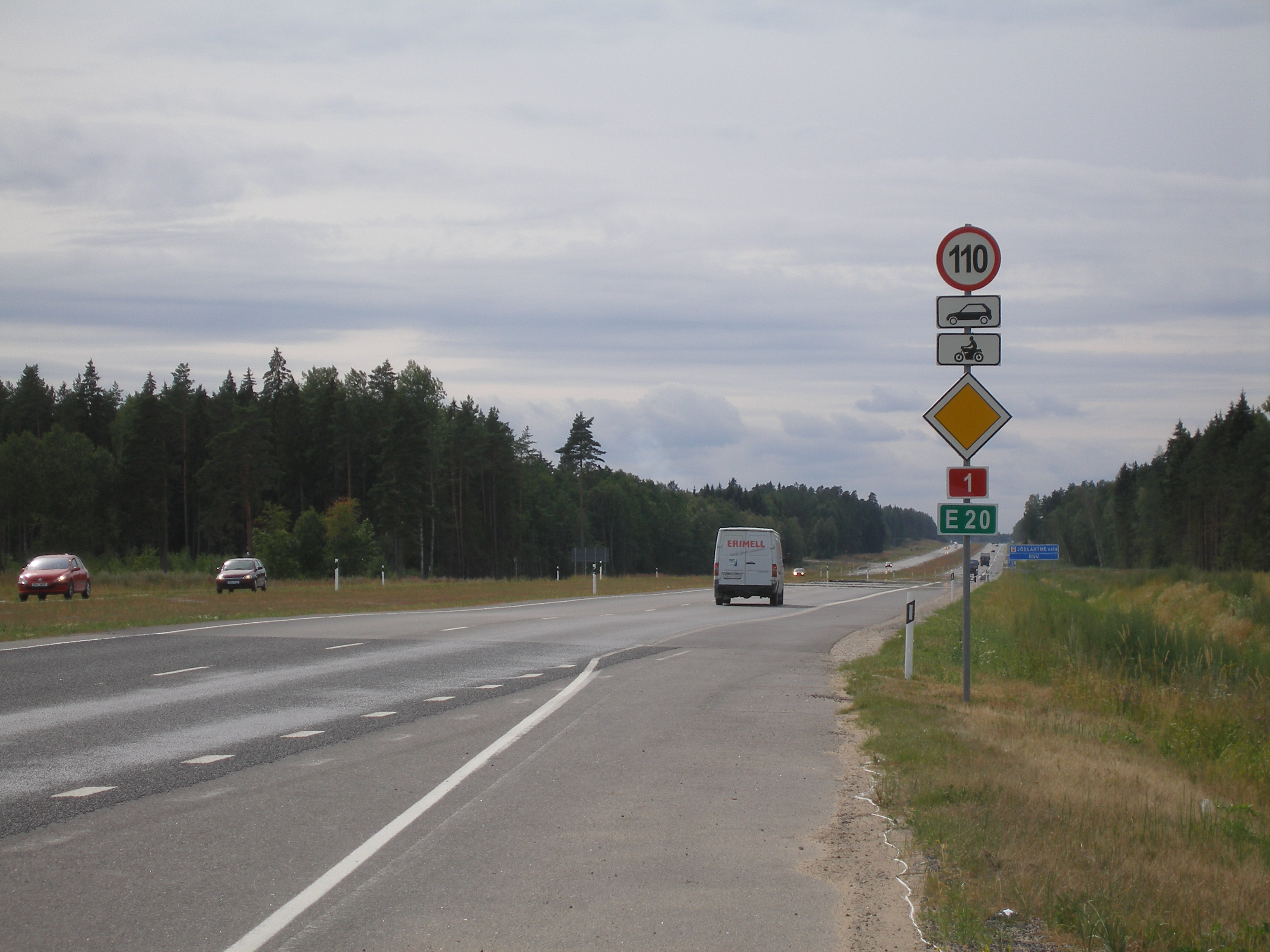
La route à Kuusalu.

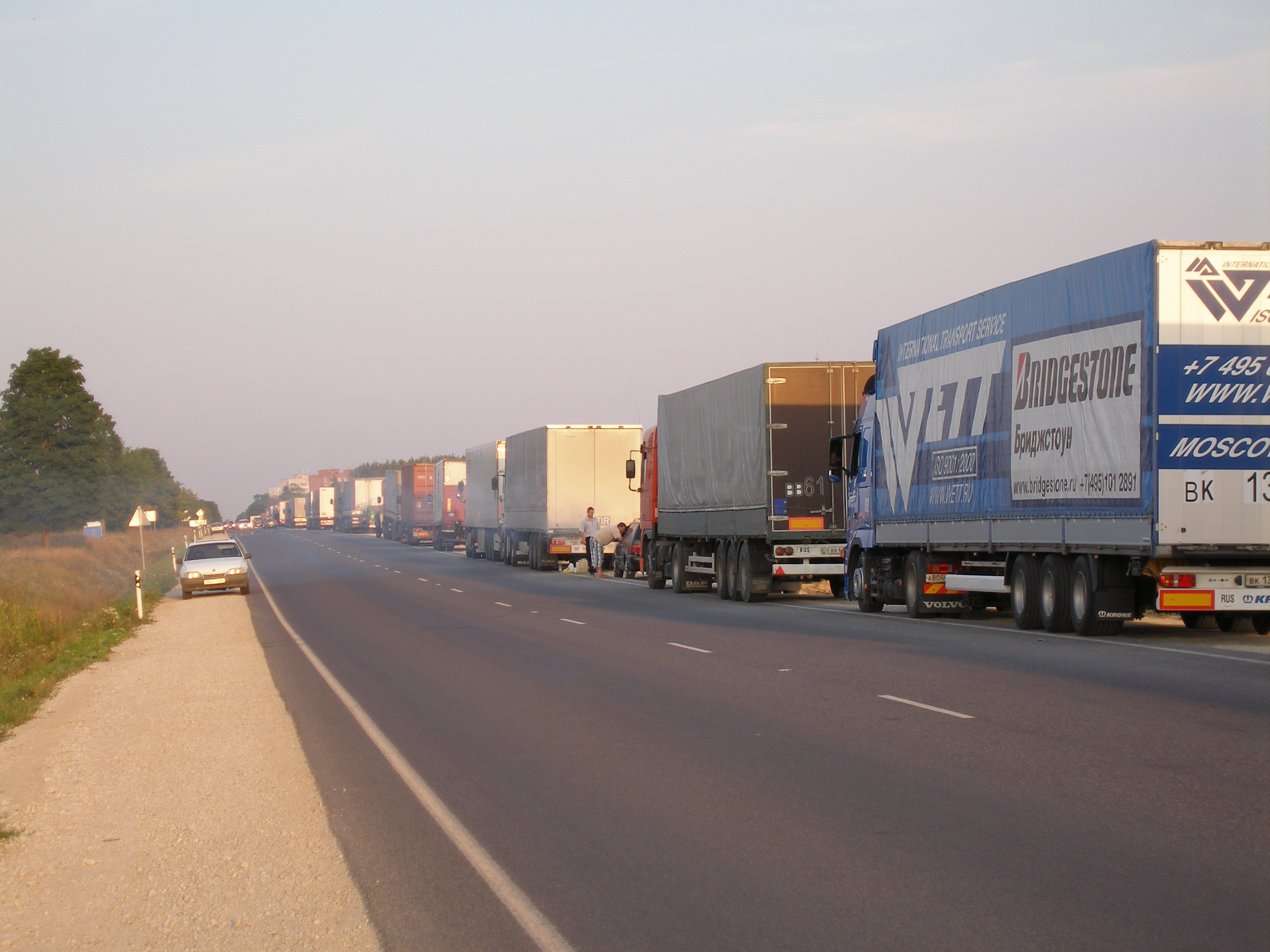
File de camions pour entrer en Russie près de Narva.

| Comté                    | Ville |
| ------------------------ | ----- |
| Comté de Harju           |       |
| Tallinn                  |       |
| Jõelähtme                |       |
| Kiiu                     |       |
| Kuusalu                  |       |
| Comté de Viru-Ouest      |       |
| Viitna                   |       |
| Aaspere                  |       |
| Haljala                  |       |
| Põdruse                  |       |
| Arkna                    |       |
| Sõmeru                   |       |
| Viru-Nigula              |       |
| Comté de Viru-Est        |       |
| Rannu                    |       |
| Purtse                   |       |
| Varja                    |       |
| Aa                       |       |
| Saka                     |       |
| Kohtla-Järve             |       |
| Kukruse                  |       |
| Edise                    |       |
| Jõhvi                    |       |
| Konju                    |       |
| Sillamäe                 |       |
| Sinimäe                  |       |
| Narva                    |       |
| Frontière Estonie Russie |       |

## Distances
| en km        | Tallinn |           |        |         |              |       |       |
| Kostivere    | 26      | Kostivere |        |         |              |       |       |
| Viitna       | 69      | 43        | Viitna |         |              |       |       |
| Rakvere      | 101     | 75        | 32     | Rakvere |              |       |       |
| Kohtla-Järve | 159     | 133       | 90     | 58      | Kohtla-Järve |       |       |
| Jõhvi        | 169     | 143       | 100    | 68      | 10           | Jõhvi |       |
| Narva        | 217     | 191       | 148    | 116     | 58           | 48    | Narva |